# Mégafaune du Pléistocène

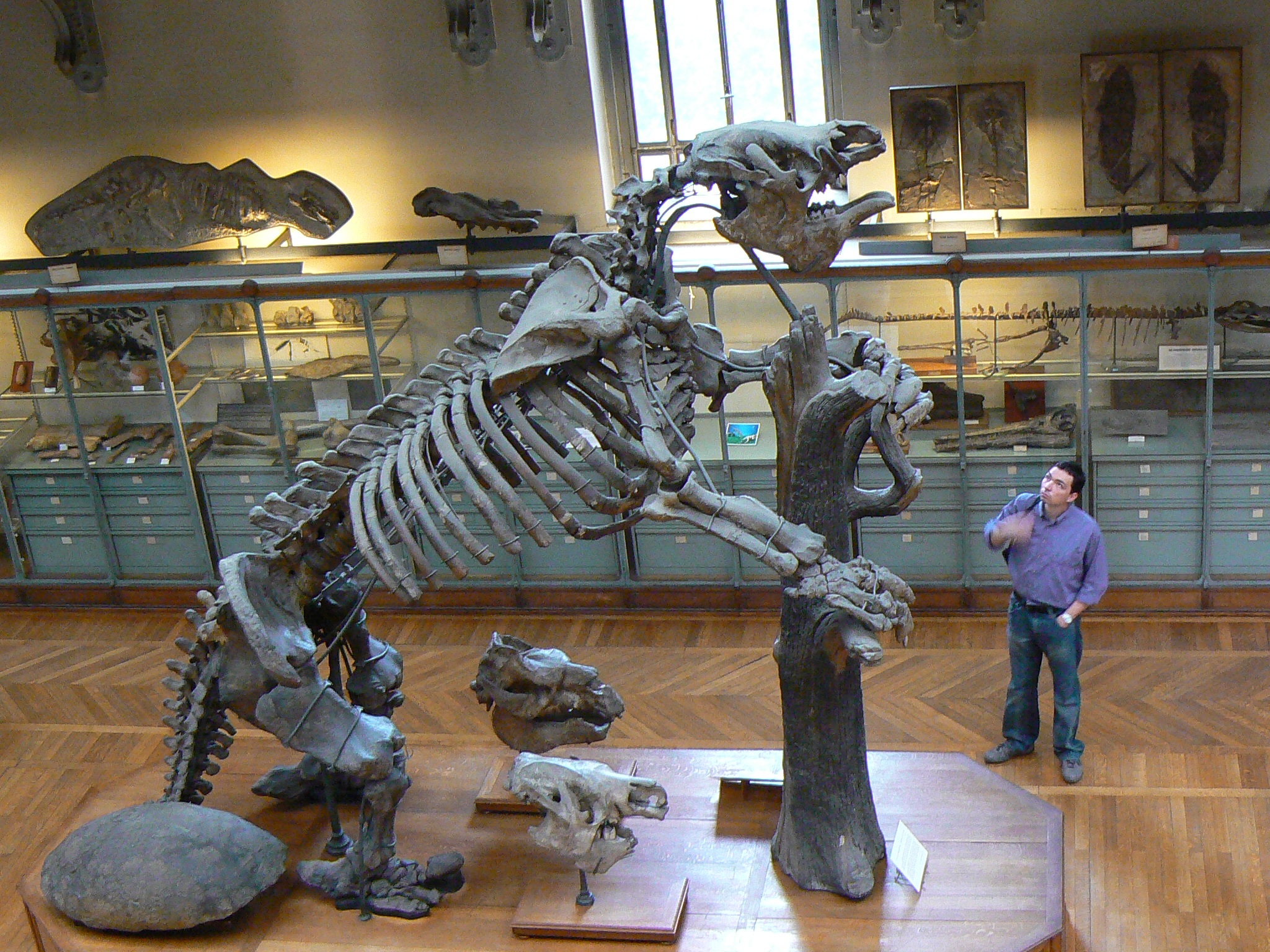
Squelette de Megatherium americanum conservé au Muséum National d'Histoire Naturelle, à Paris.

La mégafaune du Pléistocène inclut l'ensemble des grands animaux qui vivaient sur la Planète jusqu'au Pléistocène supérieur et qui se sont éteints durant l'extinction du Quaternaire. Le terme de mégafaune est utilisé pour décrire des animaux dont la masse corporelle adulte dépasse 44 kg.

## Paléoécologie
La dernière période glaciaire a duré de 115 000 à 11 700 ans avant le présent (AP). Elle occupe la presque totalité du Pléistocène supérieur. L'Europe était alors plus froide et plus sèche qu'aujourd'hui, avec un désert polaire au nord et de la toundra sur le reste du territoire. À partir de 70 000 ans AP, les forêts étaient quasiment inexistantes, à l'exception de vestiges dans les péninsules du sud de l'Europe. Cette glaciation atteint son pic de froid au cœur du stade istopique 2, vers 20 000 ans AP. Le recul des glaciers commence dans l'hémisphère nord il y a 19 000 ans, et en Antarctique il y a environ 14 500 ans, ce qui conduit à une montée du niveau de la mer.
Une vaste steppe à mammouths s'étendait de l'Espagne jusqu'à l'Amérique du Nord, reliée alors à la Sibérie par la Béringie. Cette région était exondée car le niveau de la mer était nettement plus bas qu'aujourd'hui du fait qu'une grande partie des eaux de l'époque étaient prises dans les glaciers. Avec la hausse du niveau de la mer, ce pont disparait il y a 11 000 ans.
La fin du Pléistocène s'est caractérisé par une série de sévères et rapides oscillations climatiques avec des variations locales de température de parfois 16 °C. Cette époque correspond également au remplacement rapide de diverses espèces par d'autres du même genre, ou d'une population par une autre de la même espèce, et ce au sein d'une aire assez large.
Les fossiles recueillis à différents points du continent ont montré que la plupart des grands animaux ont disparu vers la fin de la dernière période glaciaire. Ces animaux sont regroupés sous l'appellation de mégafaune du Pléistocène. À travers l'Eurasie, l'éléphant à défenses droites s'est éteint entre 100 000 et 50 000 ans AP. L'hippopotame, le rhinocéros (Stephanorhinus), l'ours des cavernes (Ursus spelaeus), et l'imposante antilope (Spirocerus) ont disparu entre 50 000 et 16 000 ans. La hyène tachetée, le rhinocéros laineux et les mammouths ont disparu entre 16 000 et 11 500 ans AP. L'ancêtre du Bœuf musqué a disparu il y a 11 500 ans, tout comme le cerf (Megaloceros) même si une petite population a survécu jusqu'à il y a 7 700 ans dans l'ouest de la Sibérie. Une petite population de mammouths laineux a survécu sur l'île Wrangel jusqu'à il y a 4 500 ans. La disparition de ces espèces a conduit à celle de leurs prédateurs . Ainsi le tigre à dents de sabre (Homotherium) s'est éteint il y a 28 000 ans, les lions des cavernes il y a 11 900 ans et le léopard a disparu d'Europe il y a 27 000 ans.
Homo sapiens émerge en Afrique il y a au moins 300 000 ans. L'Homme moderne sort d'Afrique il y a 55 000 ans. On a trouvé des fossiles d'homme moderne en Bulgarie datant d'il y a 45 000 ans, ainsi que des fossiles légèrement plus récents en Italie et au Royaume-Uni. Des outils lithiques ont été découverts dans la partie européenne de la Russie arctique datant de 40 000 ans AP,.
Des fossiles de mammouths portant des traces de chasse par l'homme il y a 45 000 ans ont été retrouvés dans la baie du Iénisseï dans le centre de la Sibérie. Un groupe atteint la rivière Yana en Sibérie, bien au-delà du cercle arctique, il y a 27 000 ans. Les hommes modernes font ensuite leur chemin à travers la Béringie pour atteindre l'Alaska il y a peut-être 25 000 ans. Ces humains ont ensuite colonisé toute l'Amérique.

## Théories
Trois théories ont été proposées pour expliquer ces extinctions :
- la chasse par les humains dont le nombre était en pleine expansion[17] ;
- le changement climatique ;
- un impact par un astéroïde ou une comète[18].

Ces facteurs ne sont pas obligatoirement exclusifs et plusieurs d'entre eux se sont peut-être cumulés.

## Régions affectées

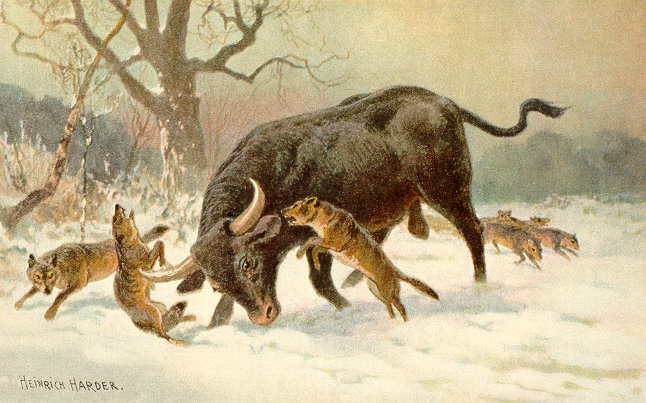
Une peinture de Heinrich Harder montrant un aurochs se battant contre une meute de loups.

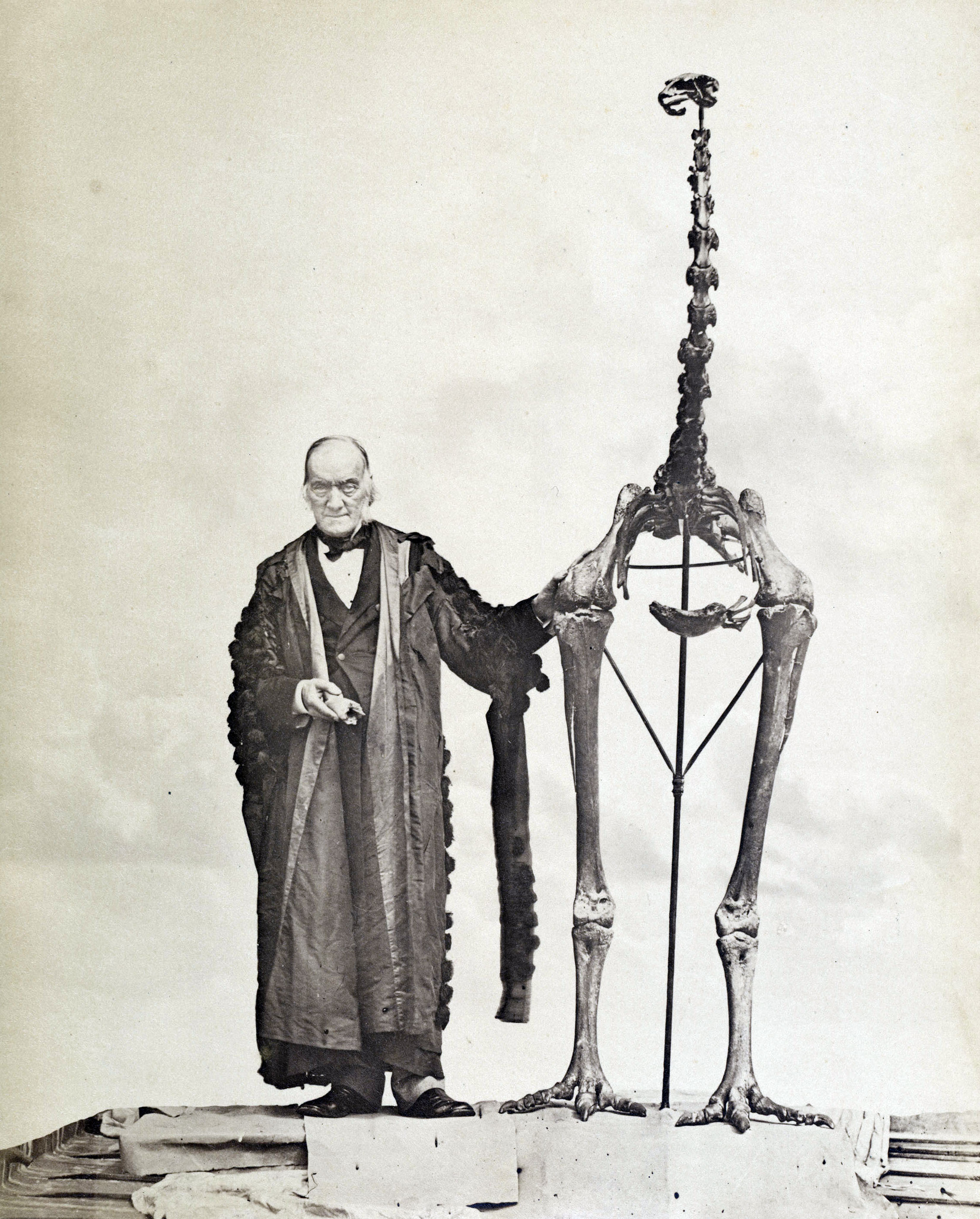
Sir Richard Owen et un squelette de Dinornis (moa).

### Amérique du Nord
La faune du Pléistocène en Amérique du Nord incluait des paresseux terrestres ; l'ours à face courte (Arctodus simus) ; plusieurs espèces de tapirs ; des Tayassuidae (dont Mylohyus et Platygonus) ; le lion américain ; des tortues géantes ; des Miracinonyx ; des tigres à dents de sabre comme Smilodon et Homotherium ; le loup Canis dirus ; le saïga ; des camélidés comme deux espèces aujourd'hui disparues de lamas et Camelops ; au moins deux espèces de bisons ; l'élan Cervalces scotti ; le bovidé Euceratherium collinum et le bœuf musqué Bootherium bombifrons ; 14 espèces d'antilocapres (dont 13 sont aujourd'hui disparues) ; des chevaux ; des mammouths et des mastodontes ; Dasypus bellus et le genre de tatous géants Glyptotherium et des Castoroides ainsi que des oiseaux comme Aiolornis incredibilis et d'autres Teratornithidae. Le saumon Oncorhynchus rastrosus vivait également à cette époque. En contraste à tout ceci, le plus grand animal actuel d'Amérique du Nord est le Bison d'Amérique.

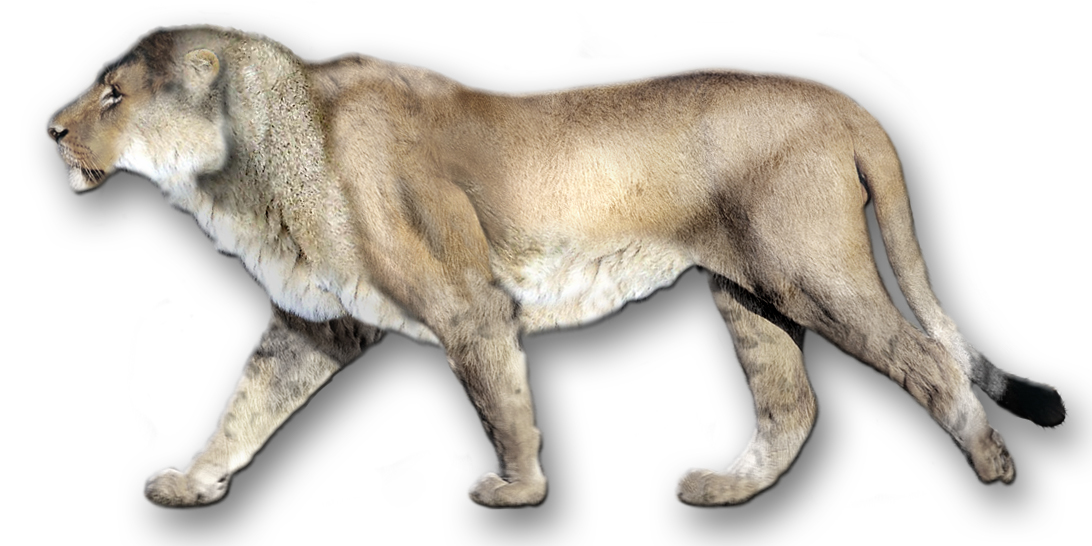
Lion américain (Panthera atrox)
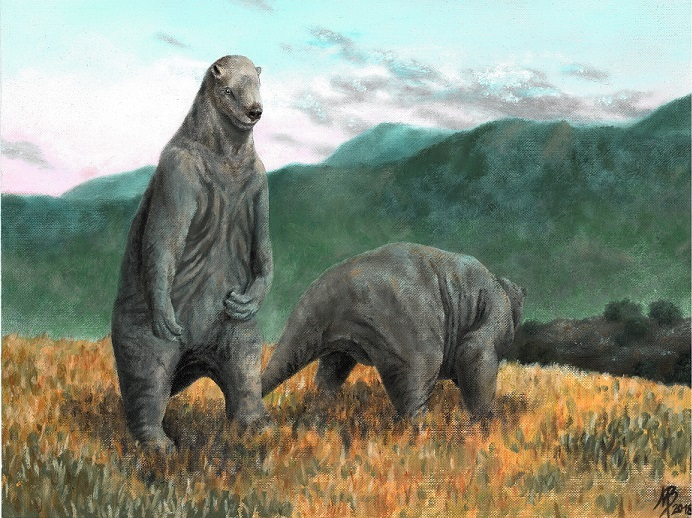
Paresseux géant (Megatherium americanum)
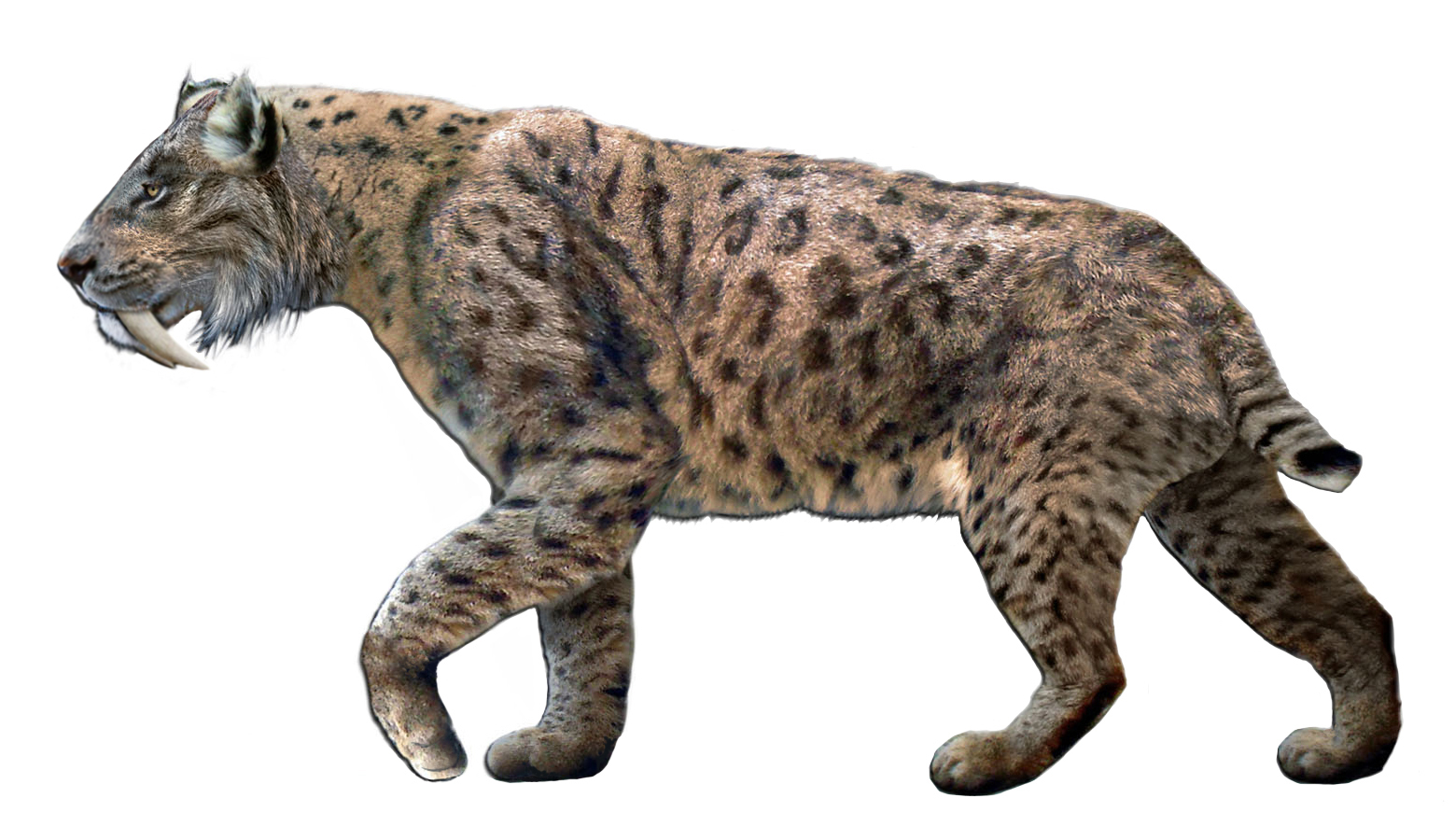
Tigre à dents de sabre (Smilodon fatalis)
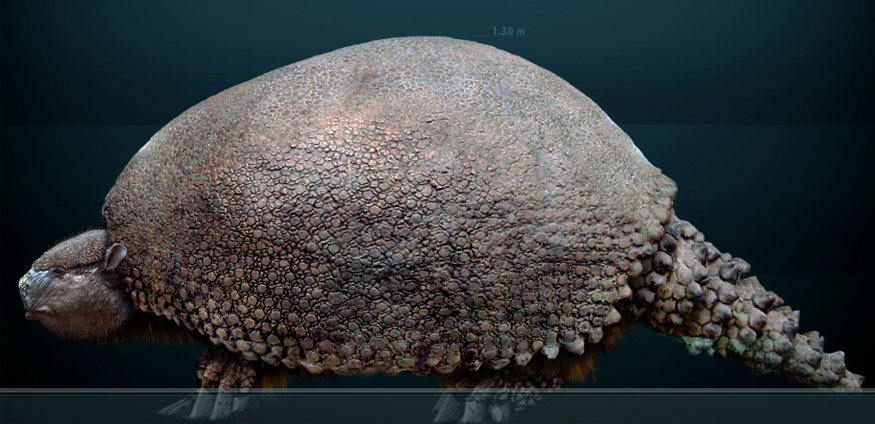
Glyptotherium

### Amérique du Sud
La faune sud-américaine du Pléistocène était très variée, comprenant par exemple le paresseux terrestre Megatherium. Le continent abritait également quelques espèces herbivores comme le litopterne Macrauchenia, Cuvieronius, Stegomastodon, Doedicurus, Glyptodon, Hippidion et Toxodon. Les principaux prédateurs de la zone étaient Arctotherium et Smilodon.

### Australie
L'Australie se caractérisait par les présence de marsupiaux, monotrèmes, crocodiliens, testudines, varans et de nombreux oiseaux inaptes au vol. Au Pléistocène l'Australie abritait également le plus grand kangourou connu (Procoptodon goliah), Diprotodon (un wombat géant), le lion marsupial (Thylacoleo carnifex), les oiseaux Genyornis et Dromornis, le grand serpent Wonambi et le lézard géant Megalania prisca,.

### Eurasie

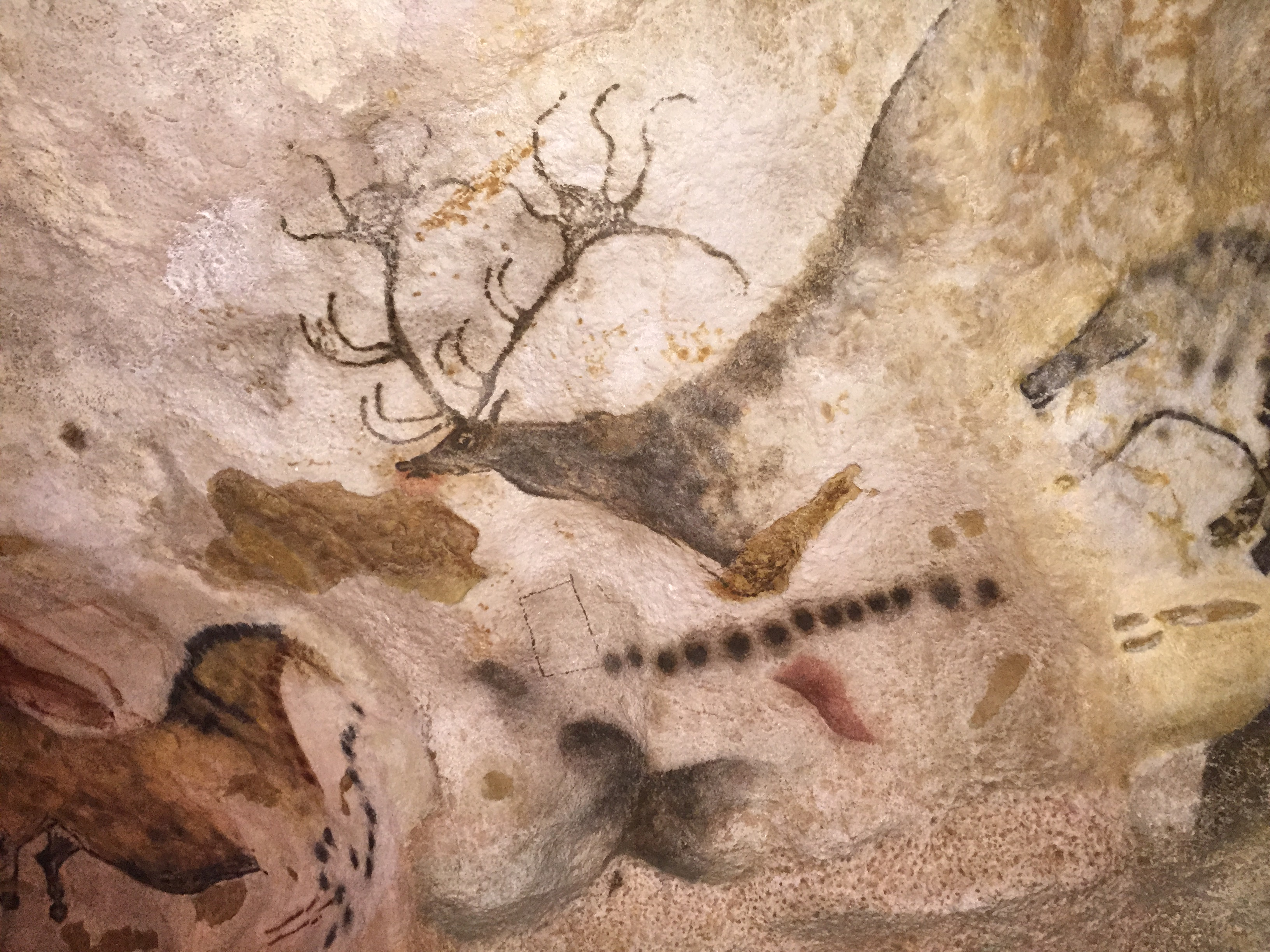
Détail de la Grotte de Lascaux.

Comme dans le cas de l'Amérique du Sud, l'Eurasie avait une partie de sa faune en commun avec l'Amérique du Nord. Parmi les espèces les plus caractéristiques d'Eurasie on notait le mammouth laineux, le mammouth des steppes, l'éléphant à défenses droites, l'aurochs, le bison des steppes, le lion des cavernes, l'ours des cavernes, la hyène des cavernes, Homotherium, Megaloceros, l'ours polaire géant, le rhinocéros laineux, le rhinocéros des steppes et Elasmotherium. 
Aujourd'hui les plus grands mammifères européens sont le bison d'Europe (qui ne subsiste plus que dans certaines régions de Pologne) et l'ours brun.

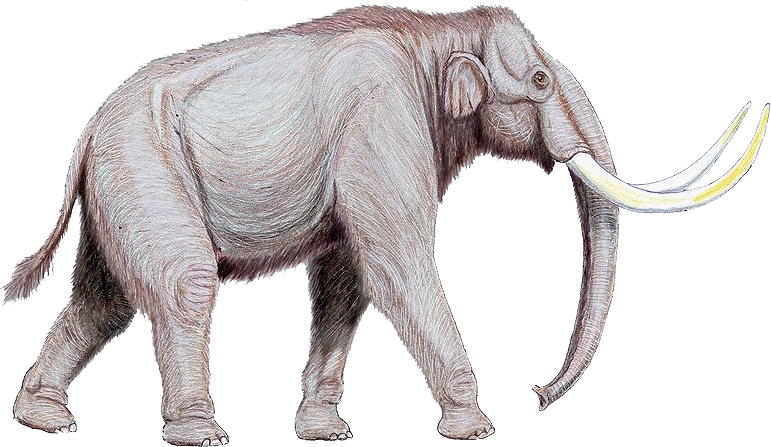
Mammouth des steppes (Mammuthus trogontherii)
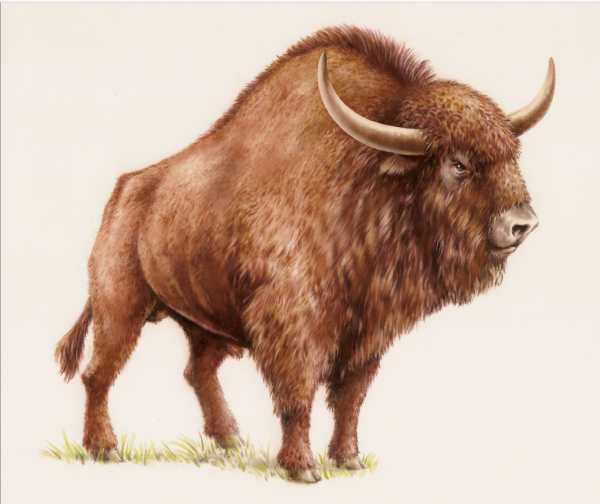
Bison des steppes (Bison priscus)
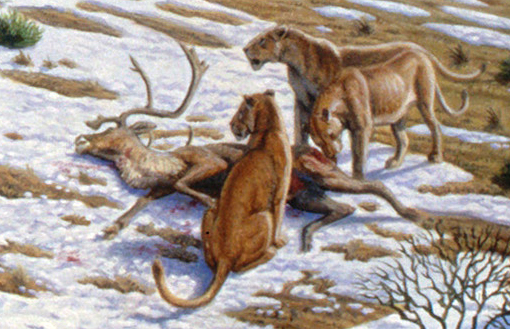
Lion des cavernes (Panthera spelaea)
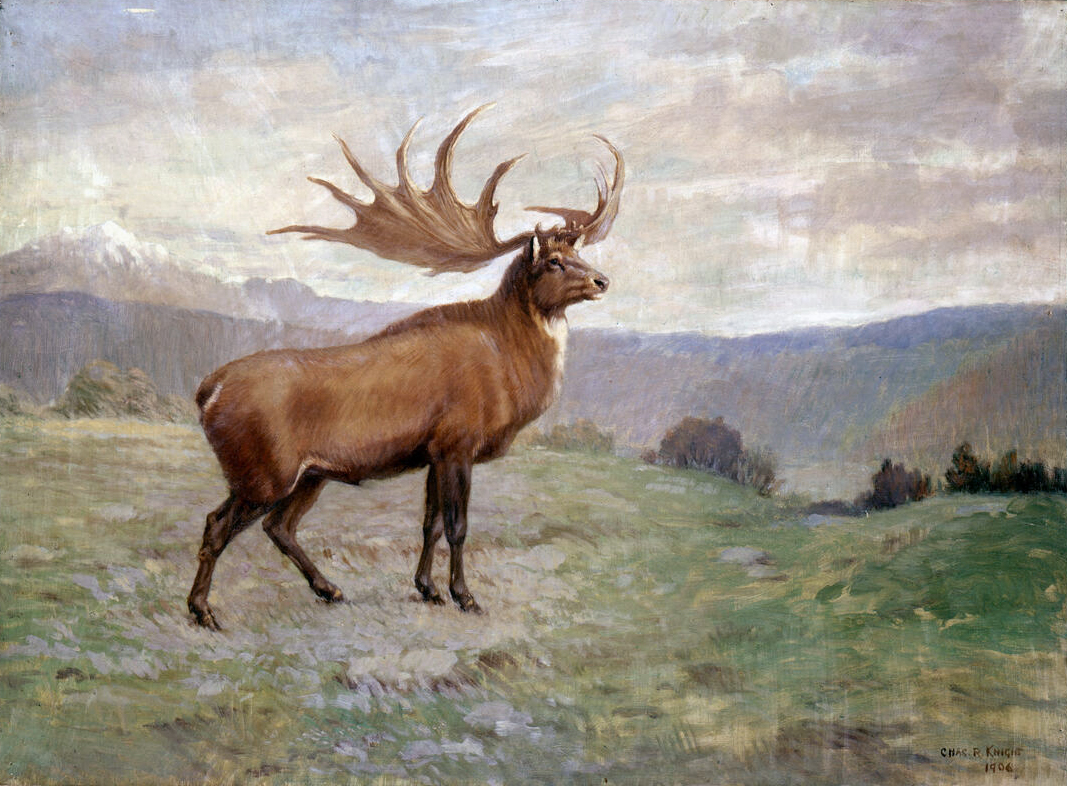
Mégalocéros (Megaloceros giganteus)
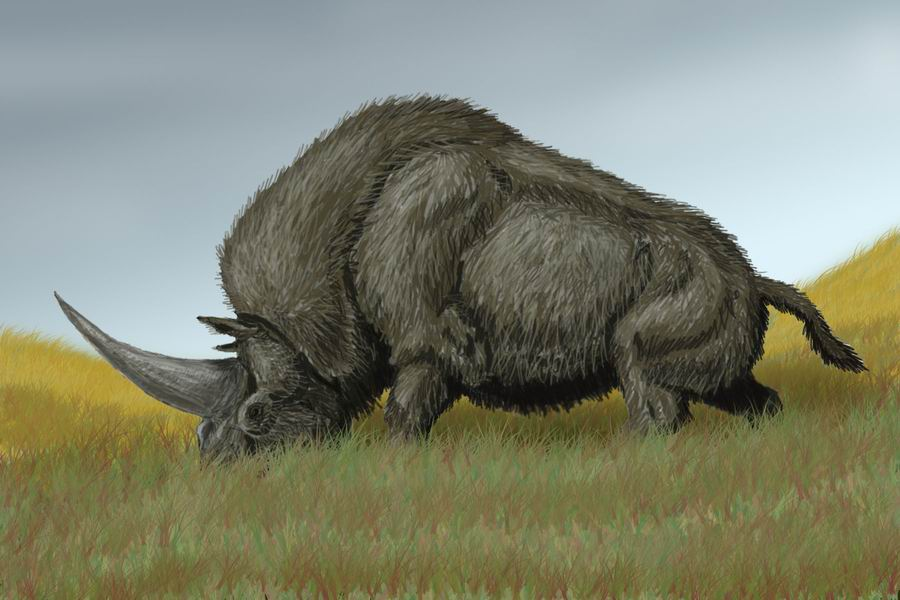
(Elasmotherium sibiricum)

### Faunes insulaires

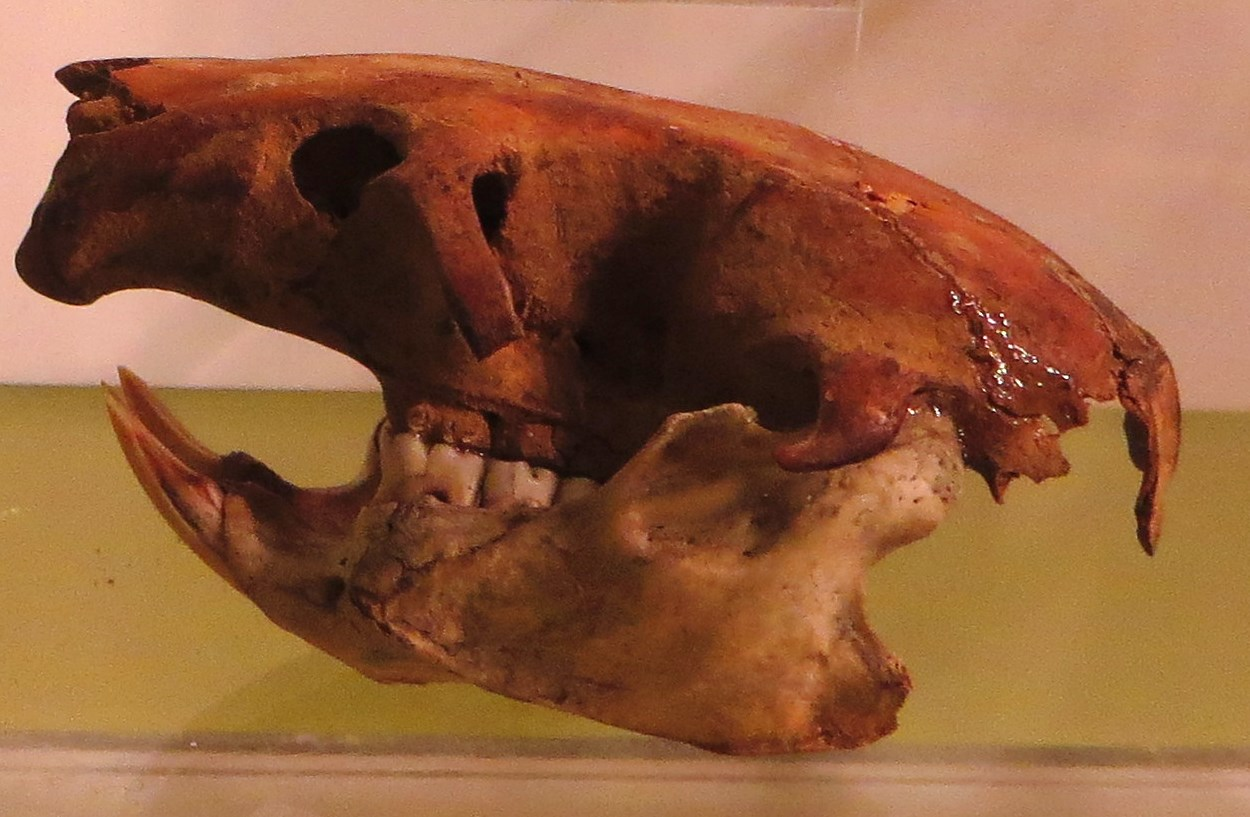
Crâne de Canariomys bravoi (Rat géant de Tenerife). Il était une espèce endémique qui est maintenant éteinte.

Plusieurs îles avaient une mégafaune unique qui s'est éteinte au moment de l'arrivée de l'homme. Cela inclut les mammouths laineux nains de l'île Wrangel, l'île Saint Paul et des Channel Islands de Californie ; des oiseaux géants de Nouvelle-Zélande comme les moas et Harpagornis (un aigle géant) ; des lémuriens géants, dont Megaladapis et Palaeopropithecus et Archaeoindris, un lémurien de la taille d'un gorille, ainsi que trois espèces d'hippopotames, une tortue géante, le crocodile Voay et Aepyornis à Madagascar ; diverses espèces de tortues géantes aux Mascareignes, un Stegodon nain à Florès et divers autres îles ; des tortues Meiolaniidae et des crocodiles mekosuchinés en Nouvelle-Calédonie ; les chouettes Tyto pollens et Ornimegalonyx et les Megalocnus dans les Caraïbes, ; des oies géantes et canards Thambetochenini à Hawaii ; et des éléphants nains et hippopotames nains dans les îles de la Méditerranée. Les Îles Canaries étaient habitées par des animaux endémiques, disparus depuis, tels que lézards géants (Gallotia goliath), rats géants (Canariomys bravoi et Canariomys tamarani) et tortues géantes (Geochelone burchardi et Geochelone vulcanica).